# Les Diablons
Les Diablons – szczyt w Alpach Pennińskich, w masywie Weisshorn. Leży w południowej Szwajcarii w kantonie Valais, blisko granicy z Włochami. Szczyt można zdobyć ze schroniska Turtmannhütte (2519 m).